# Deep River (Waszyngton)
Deep River – jednostka osadnicza w Stanach Zjednoczonych, w stanie Waszyngton, w hrabstwie Wahkiakum.